# Maria Muldaur

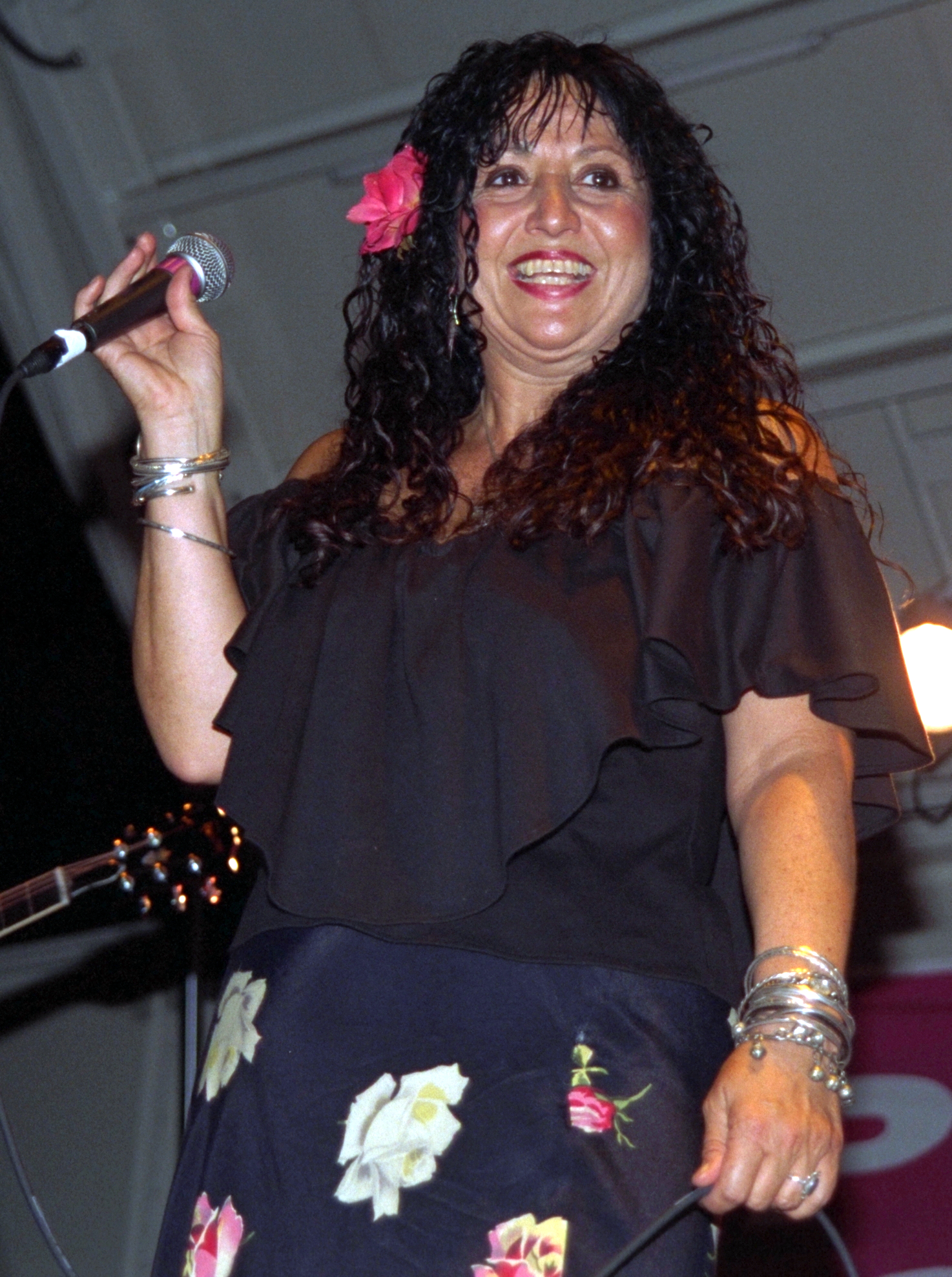
Maria Muldaur (1996)

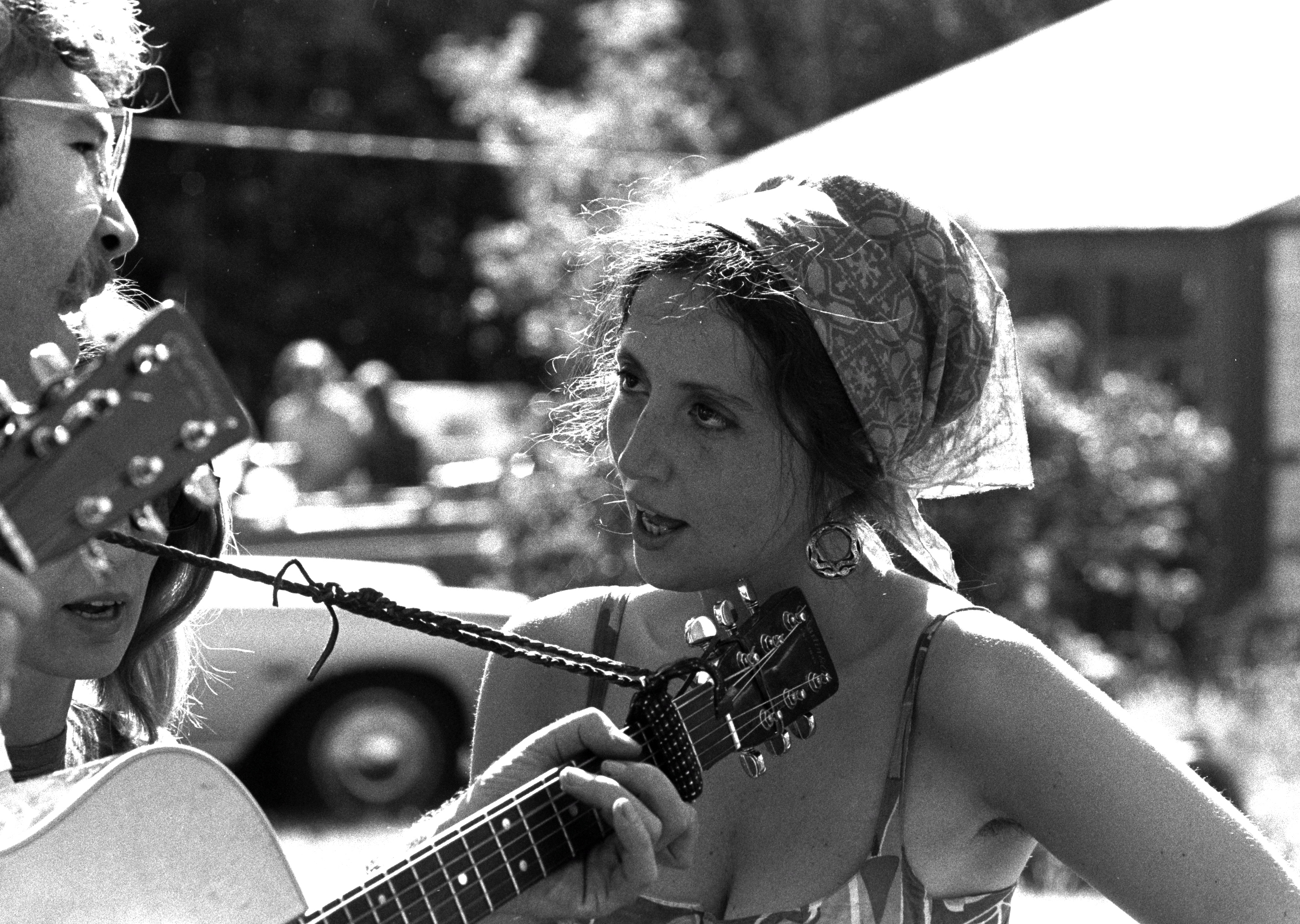
Maria Muldaur 1969 in Boston

Maria Muldaur (* 12. September 1943 als Maria Grazia Rosa Domenica D’Amato in Greenwich Village, New York) ist eine US-amerikanische Folk-, Jazz- und Blues-Sängerin.

## Leben und Wirken
Die in eine musikalische Familie italienischer Herkunft geborene Maria Muldaur war schon früh vielen musikalischen Einflüssen ausgesetzt, die sie nach einer frühen Rock-’n’-Roll-Phase in der Schulzeit zur Folkmusik im Greenwich Village der frühen 1960er Jahre führten. Nach ersten Auftritten mit lokalen Gruppen wie der Even Dozen Jug Band und Geigenunterricht bei Doc Watson in North Carolina zog die Sängerin nach Cambridge, Massachusetts, eine andere Folk- und Protest-Hochburg der damaligen Zeit. Dort traf sie ihren künftigen Ehemann, den Folk-Sänger Geoff Muldaur, der Mitglied der Jim Kweskin Jug Band war. Eine gemeinsame Tochter, Jenni, wurde geboren, außerdem entstanden mehrere gemeinsame LPs. 
Doch 1972 endete die Zusammenarbeit und auch die Ehe, und Maria Muldaur begann ihre Solokarriere, bei der sie von Amos Garrett unterstützt wurde. Sie wurde eine vielseitige Folk-, Country-, Jazz- und Blues-Sängerin, die im Lauf ihrer Karriere Einflüsse zahlreicher bedeutender Musiker verarbeitet hat. Ihre erste Solo-LP Maria Muldaur wurde 1973 zu einem Erfolg mit dem Hit Midnight At The Oasis.

## Diskografie
- 1973: Maria Muldaur
- 1974: Waitress in a Donut Shop
- 1976: Sweet Harmony
- 1978: Southern Winds, mit dem Titel Cajun Moon
- 1979: Open Your Eyes
- 1980: Gospel Nights
- 1982: There Is Love
- 1983: Sweet and Slow
- 1985: Live in London
- 1986: Transblucency (Uptown)
- 1988: Gospel Night
- 1990: On the Sunny Side
- 1992: Louisiana Love Call, (Black Top Records)
- 1993: Jazzabelle
- 1994: Meet Me at Midnite, (Black Top Records)
- 1996: Fanning the Flames
- 1998: Swingin' in the Rain
- 1998: Southland of the Heart
- 1999: Meet Me Where They Play the Blues
- 2000: Maria Muldaur's Music for Lovers
- 2001: Richland Woman Blues
- 2002: Animal Crackers in My Soup: The Songs of Shirley Temple
- 2003: A Woman Alone with the Blues
- 2004: Love Wants to Dance
- 2004: Sisters & Brothers (mit Eric Bibb und Rory Block)
- 2006: Heart of Mine - Love Songs of Bob Dylan
- 2007: Naughty, Bawdy, And Blue
- 2008: Yes We Can!
- 2009: Good Time Music for Hard Times (Maria Muldaur & Her Garden of Joy)
- 2010: Jug Band Music for Kids (Maria Muldaur’s Barnyard Dance)
- 2011: Steady Love
- 2012: … First Came Memphis Minnie … A Loving Tribute
- 2018: Don’t You Feel My Leg: The Naughty Bawdy Blues of Blue Lu Barker[3]

## Belege
1. 1 2  Chartquellen: UK US
2. ↑  Auszeichnungen für Musikverkäufe: US
3. ↑  Brian Morton: Maria Muldaur: Don’t You Feel My Leg – The Naughty Bawdy Blues of Blue Lu Barker, Rezension auf jazzjournal.co.uk vom 25. Januar 2019, abgerufen am 20. Juli 2019.

| Personendaten    | Personendaten                                              |
| ---------------- | ---------------------------------------------------------- |
| NAME             | Muldaur, Maria                                             |
| ALTERNATIVNAMEN  | Maria D'Amato                                              |
| KURZBESCHREIBUNG | US-amerikanische Folk-, Country-, Jazz- und Blues-Sängerin |
| GEBURTSDATUM     | 12. September 1943                                         |
| GEBURTSORT       | Greenwich Village, New York, Vereinigte Staaten            |